# Ampaytapakul
Ampaytapakul (Scytalopus whitneyi) är en nyligen beskriven fågelart i familjen tapakuler inom ordningen tättingar.

## Utseende och läte
Arten förekommer i Sydamerika, i södra Peru i Ayacucho och Apurímac. Den behandlas som monotypisk, det vill säga att den inte delas in i några underarter.

## Status
IUCN erkänner den ännu inte som art, varför dess hotstatus formellt inte fastställts.